# Kerry Dixon
Kerry Michael Dixon (* 24. Juli 1961 in Luton) ist ein ehemaliger englischer Fußballspieler.

## Leben und Karriere
Die Stärken des großen und athletischen Stürmers waren seine Schnelligkeit, Kopfballstärke und Beidbeinigkeit. Er versuchte sich zunächst als Jugendlicher bei Tottenham Hotspur, verließ den Klub aber ohne dort gespielt zu haben in Richtung der FC Dunstable (heute: Dunstable Town). Von 1980 bis 1983 war er beim FC Reading unter Vertrag. FC Reading bezahlte damals für Dixon 20.000 Pfund. Drei Jahre lang blieb der Stürmer beim Drittligisten, ehe er 1983 vom FC Chelsea unter Vertrag genommen wurde. Die Blues bezahlten umgerechnet circa 125.000 Pfund. Weitere 25.000 € würden hinzu kommen, wenn er ein Mal das Trikot der englischen Nationalmannschaft tragen würde. Bei seinem Debüt für die Blues erzielte er gleich zwei Tore beim Spiel gegen Derby County. Dixon wurde nach dem Aufstieg 1984 im Jahr 1985 Torschützenkönig der höchsten englischen Spielklasse zusammen mit Gary Lineker. Seine guten Leistungen brachten den Engländer sogar Einsätze für sein Heimatland. Sein Debüt gab er 1985 gegen Mexiko. Das erste Länderspieltor erzielte der Stürmer gegen Deutschland. Dixon war sogar im Kader der englischen Nationalmannschaft für die Fußball-Weltmeisterschaft 1986 in Mexiko. Dixon wurde nur gegen Polen sechs Minuten eingesetzt. Insgesamt spielte er acht Mal im Team und erzielte zwei Tore. 1992 verließ er die Blues für umgerechnet circa 575.000 Pfund zum FC Southampton. Der teure Einkauf spielte nur neun Spiele und erzielte dabei zwei Tore. Im Februar 1993 wechselte Dixon zu Luton Town. Nach zwei Jahren bei den Hatters spielte er noch beim FC Millwall und dem FC Watford. Seine letzte Spielerstation hatte er als Spielertrainer bei den Doncaster Rovers. Seine letzte Trainertätigkeit war zwischen 2005 und 2006 eine Assistentenstelle bei Dunstable Town. Heutzutage arbeitet Dixon als Moderator für Chelsea TV und Mitarbeiter bei der Fansite der Blues: www.cfcnet.co.uk. Weiters macht der ehemalige Profifußballer Führungen durch das Heimstadion des FC Chelsea die Stamford Bridge.

## Erfolge
- englischer Torschützenkönig 1985 mit 24 Toren
- Teilnahme an der Fußball-WM 1986 mit England (einen Einsatz)
- 2 Mal Aufstieg in die höchste englische Spielklasse mit dem FC Chelsea (1984, 1989)